# Beija-flor-de-peito-lilás
O beija-flor-de-peito-lilás (nome científico: Polyerata rosenbergi) é uma espécie de beija-flor da família Trochilidae. Encontra-se na Colômbia e no Equador. Os seus habitats naturais são florestas subtropicais ou tropicais húmidas de baixa altitude e florestas secundárias altamente degradadas. É comumente caçado pelas supostas propriedades medicinais de seu bico pelos povos indígenas da região.

## Taxonomia
Esta espécie foi anteriormente colocada no gênero Amazilia. Um estudo filogenético molecular publicado em 2014 descobriu que Amazilia era polifilética. Na classificação revisada para criar gêneros monofiléticos, o beija-flor-de-peito-lilás foi transferido para o gênero ressuscitado Polyerata.